# Royal Cinque Ports Golf Club
Royal Cinque Ports Golf Club er en golfklub i byen Deal i grevskabet Kent i det sydøstlige England, som blev grundlagt i 1892. Navnet stammer fra Deals medlemskab af en gammel gruppe af handelsbyer, kendt som Cinque Ports, der blev tildelt særlige rettigheder af de engelske monarker i middelalderen. Banen er en 18-hullers linksbane, der ligger langs Sandwich Bay-kysten på samme kystlinje som Royal St George's Golf Club og Prince's Golf Club.
Royal Cinque Ports Golf Club var vært for The Open Championship i 1909 og 1920. Yderligere to udgaver af mesterskabet var planlagt til afholdelse i Royal Cinque Ports (i 1938 og 1948), men begge gange blev turneringen flyttet, fordi usædvanligt højt tidevand havde oversvømmet banen. Som konsekvens blev klubbet fjernet fra den rota af baner, som på skift lægger græs til mesterskabet, men den er stadig blandt værtsbanerne for mesterskabets Final Qualifying-turneringer og har senest været anvendt til dette i 2011. Den er fortsat også vært for andre vigtige turneringer, f.eks. The Amateur Championship, og siden 1925 har den hvert år været vært for Public Schools Championship.